# Robert Jacobsen (dokumentarfilm)
|  | Denne artikel er oprettet af botten Steenthbot ud fra en ekstern database. Den kan derfor have sproglige fejl eller mangler. Denne skabelon kan fjernes efter kontrol af indholdet. |

Robert Jacobsen er en dansk portrætfilm fra 1974 instrueret af Hans-Henrik Jørgensen.

## Handling
Billedhuggeren Robert Jacobsen fortæller om sit liv og sit arbejde. Filmen indeholder desuden interviews med Victor Vasarely og Jean Dewasne.

## Medvirkende
- Robert Jacobsen
- Jean Dewasne
- Victor Vasarely